# Ниша (река)
Ниша (рус. Ниша) река је на северозападу европског дела Руске Федерације. Протиче преко територија Крестечког и Новгородског рејона у централним деловима Новгородске области и источна је притока језера Иљмењ, те део басена реке Волхов и Балтичког мора.
Река Ниша свој ток започиње у мочварном подручју Пиришчке мочваре, на западу Крестечког рејона. Протиче преко територије Прииљмењске низије у дужини од 70 km. Укупна површина сливног подручја је 601 km².
Њене најважније притоке су Работка, Хотољка, Ољшанка и Крупица, а након што прими реку Ољшанку позната је и као Велика Ниша. Највеће насељено место кроз које пролази је варошица Пролетариј.